# 白石乡 (兴安县)
白石乡，是中华人民共和国广西壮族自治区桂林市兴安县下辖的一个乡镇级行政单位。

## 行政区划
白石乡下辖以下地区：
鳌头村、三友村、塘口村、门家村、高圩村和白竹村。

## 中国传统村落
2012年，水源头村被评为首批“中国传统村落”。